# Hormigón proyectado

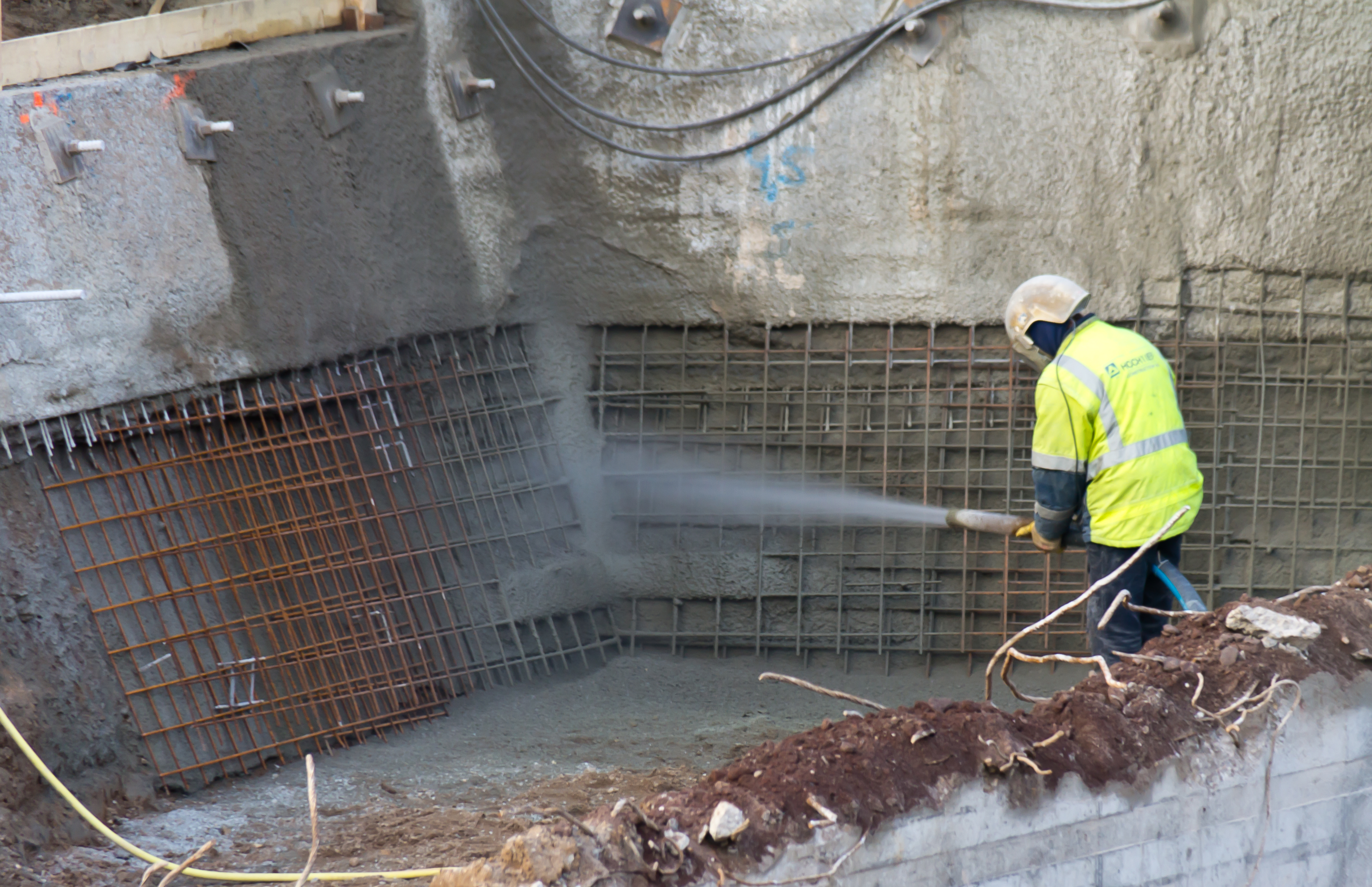
Hormigón proyectado

El hormigón proyectado (shotcrete en inglés) es un proceso por el cual se proyecta hormigón a alta velocidad sobre una superficie, usando una manguera donde se impulsa mediante aire comprimido, para conformar diversos elementos constructivos en edificaciones. La mezcla que se utiliza para este tipo de hormigón es relativamente seca y se consolida por la fuerza del impacto, desarrollando una fuerza de compresión similar al hormigón normal o al hormigón de alta resistencia, dependiendo de la dosificación usada.

## Propiedades
Son similares a las del hormigón normal en lo que respecta a densidad aparente, y a la resistencia a compresión, tracción y cizallamiento. En cambio, gracias a su estructura particular, el hormigón proyectado es más impermeable y más resistente a las heladas que un hormigón tradicional de la misma composición. Además, el hormigón proyectado presenta una característica notable: se adhiere a la superficie de aplicación y permite obtener la forma de superficie deseada.

## Dosificación
Generalmente se recomienda dosificar los materiales en peso. La curva de composición deberá tener una granulometría que encaje en el huso granulométrico correspondiente, normalmente 0-8 o 0-12. Así, como primera aproximación, la dosificación de cemento será de unos 400 kg/m³, pudiéndose rebajar si se emplea humo de sílice o acelerantes libres de álcalis.
En el caso de la vía húmeda, la relación agua/cemento estará comprendida generalmente entre 0,40 y 0,50, en función entre otros, de la variación del módulo de finura de los áridos y su naturaleza, con el fin de conseguir una consistencia adecuada para la máquina de proyección (cono entre 12 y 18). El límite superior no se deberá exceder para garantizar que la química de los acelerantes y superplastificantes, indispensable en esta aplicación, funcione adecuadamente.
La dosificación usual de los acelerantes de fraguado es del 4 al 5 % del peso del cemento tanto en polvo como en líquido, salvo los acelerantes a base de silicato, ya en desuso, que necesitan dosificaciones del 10 al 12 %. La dosificación de los superplastificantes y estabilizadores se establecerá mediante pruebas en la misma obra, y dependerá de los áridos, del cemento, y del tiempo de manejabilidad.
La adición a base de humo de sílice polvo se añadirá en una dosificación entre el 4 y el 10 %, y las cenizas volantes en un porcentaje no superior al 15 o 20 %, según el tipo de cemento.
Siempre es necesario realizar ensayos previos en la misma obra con el fin de ajustar dosificaciones de áridos, cemento, agua, aditivos y adiciones de acuerdo con las condiciones existentes, para cumplir con los requisitos del proyecto.
Para la preparación de la mezcla del hormigón, tanto en vía seca como en vía húmeda, se recomienda emplear una planta con mezcladora, a ser posible de eje vertical, ya que las exigencias técnicas y las características de sostenimiento obligan a una preparación y mezcla de los componentes homogénea, sobre todo con la incorporación de adiciones y aditivos, fundamentales en la tecnología del hormigón proyectado.
Muchas de las causas del mal funcionamiento de las máquinas de proyectar, son ocasionadas por una mezcla en plantas dosificadoras sin mezcladora, o la incorporación de los aditivos y adiciones en el tajo de aplicación sin un amasado adecuado.
Siendo el hormigón proyectado un material tan utilizado en el sostenimiento de túneles y taludes, su aplicación no debe dejarse al azar, sino por el contrario, necesita instalaciones bien estudiadas, que permitan desarrollar una mezcla y transporte adecuados según las normas establecidas, para conseguir en el hormigón las características finales de acuerdo a los requerimientos solicitados por el proyectista.
No se debe olvidar que el sostenimiento de un túnel o talud tiene, además del fin constructivo, una responsabilidad en la seguridad de los equipos y dotaciones humanas que intervienen en la obra.
Otro aspecto básico es el estudio de las características de los áridos; granulometrías, densidad, humedad, y coeficiente de absorción. El control de estos parámetros es fundamental tanto en las fases iniciales de diseño de la mezcla, como en la fase de ejecución.

## Usos
El hormigón proyectado ha sido utilizado con éxito, desde su invención en 1911, para una amplia variedad de usos en la edificación, tanto en edificaciones residenciales y obras civiles como para revestimiento de túneles, puentes, sistemas de contención y estabilización de taludes y túneles, silos, depósitos, piscinas, presas y canales, rehabilitación de estructuras en general, protección ignífuga para el acero, en superficies horizontales, verticales o estructuras curvas.
Aunque su uso apenas se está conociendo mundialmente, ya lleva varias décadas de uso en algunos países, con mucho éxito, ya que no necesita encofrados y las superficies sobre las que puede ser aplicado pueden ser uniformes o irregulares.
Modernos sistemas de construcción rápida de casas incorporan este método para un aislamiento climatológico, ignífugo e hidrófugo más eficaz, ya que el hormigón es proyectado sobre una armadura de acero que está ligada a un poliestireno. El hormigón al fraguar endurece y conforma una estructura estable y puede llevar cualquier tipo de acabado convencional.

## Modo de aplicación
Normalmente se necesitan dos o tres operarios, uno que sostiene el inyector o cabeza de la manguera y decide hacia qué lado se proyecta, otro que ayuda a sostener la manguera y un tercero que vigila la hormigonera, en caso de que la mezcla sea preparada en el sitio. 
El inyector estará orientado perpendicular a la superficie a proyectar, a una distancia entre 60 y 180 cm. En la mayoría de los casos, el hormigón puede ser proyectado en una sola fase o pasada, con un grueso que puede variar entre 2,5 y 5 cm. 
Una vez proyectado el hormigón, se pueden hacer diferentes acabados: el rústico que sería el natural que se forma al proyectarlo; el acabado con escoba o cepillo que crea una superficie como de paja; el semirrústico que se logra pasándole paleta; o el liso, que se logra usando los métodos convencionales para alisar la superficie de un mortero.